# Kostel svaté Máří Magdalény (Český Brod)
Kostel svaté Máří Magdalény je bývalý římskokatolický chrám v Českém Brodě v okrese Kolín. Nachází se v centru města a byl součástí areálu tamního kapucínského kláštera. Je chráněn jako kulturní památka České republiky.

## Historie

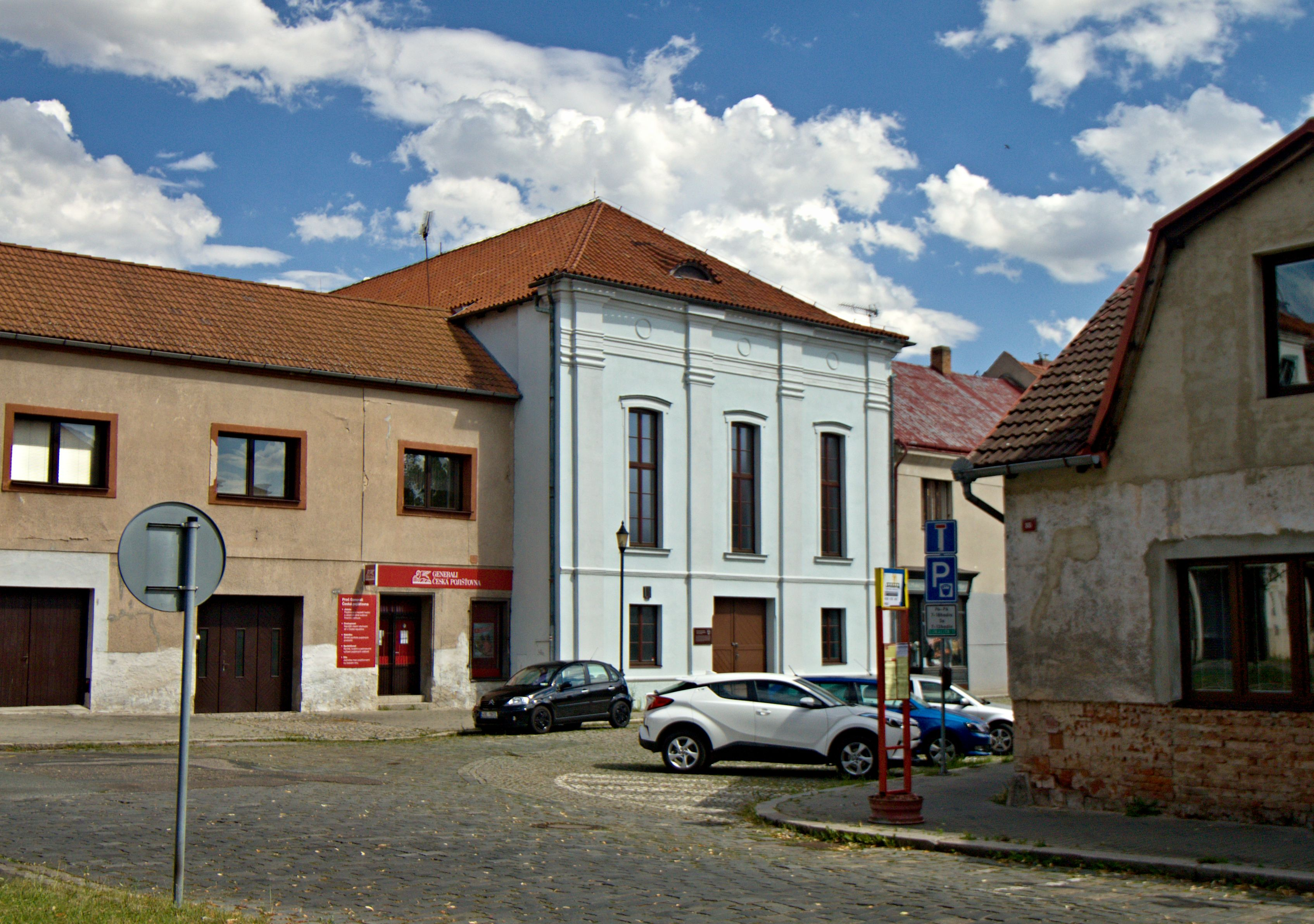
Bývalý kostel od náměstí

V polovině 14. století byl v místě měšťanského domu na českobrodském náměstí postaven kostel svaté Máří Magdalény se špitálem-chudobincem, který se dostal do majetku obce.
V letech 1711–1720 byl chrám přestavěn. V roce 1746 areál získali kapucíni a během následujících čtyř let jej upravili na svůj klášter. Konvent však byl zrušen již za josefinských reforem v roce 1785 a kostela byl přeměněn na sýpku.
Ve třetí čtvrtině 19. století byl chrám přestavěn a získal pozdně klasicistní průčelí, které již nijak nepřipomíná původní využití k sakrálním účelům.
V letech 1954–1959 byl objekt přestavěn podle projektu architekta Josefa Petrů na výstavní síň, galerii a depozitář Podlipanského muzea. Již v roce 1960 byl ale opět změněn na skladiště.
Po roce 1989 se bývalý kostel dostal do soukromého vlastnictví.
V interiéru bývalého kostela se dochovala výsečová klenba. Z kněžiště zůstala zachována pouze jižní zeď.